# 渡辺甚吉 (14代)

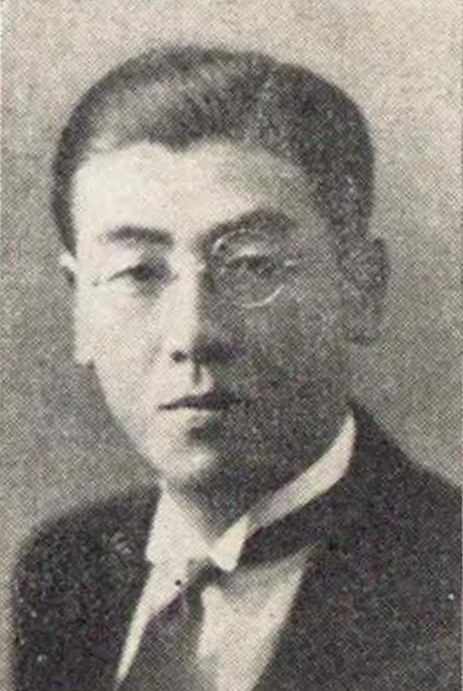
14代 渡辺甚吉

14代 渡辺 甚吉（渡邊、わたなべ じんきち、1906年（明治39年）11月26日 - 1972年（昭和47年）5月25日）は、昭和期の実業家、政治家。貴族院多額納税者議員、参議院議員。旧名は村吉。12代渡辺甚吉の孫。

## 経歴
岐阜県岐阜市松屋町で、岐阜貯蓄銀行頭取で実業家の13代渡辺甚吉、八重の長男として生まれた。
暁星中学校（現暁星中学校・高等学校）を経て、1930年（昭和5年）東京商科大学（現一橋大学）を卒業し、同年3月から1931年（昭和6年）1月まで欧米各国を視察した。大学在学中に父が死去し家督を相続して14代甚吉を襲名した。
帰国後、有隣生命保険社長、浩栄社社長、北海興業社長、築地電気社長、明徳自動車代表、岐阜信託取締役、岐阜貯蓄銀行取締役などに就任した。1937年（昭和12年）4月、岐阜商工会議所会頭に就任し1938年（昭和13年）1月まで在任した。
1939年（昭和14年）岐阜県多額納税者として貴族院多額納税者議員に互選され、同年9月29日に就任し、研究会に所属して活動し1947年（昭和22年）5月2日の貴族院廃止まで在籍した。同年4月に行われた第1回参議院議員通常選挙において、岐阜県地方区から無所属で出馬して当選し（補欠、任期3年）、緑風会に所属して参議院議員に1期在任した。
また、岐阜県農業会長、東海ラジオ放送取締役、東海テレビ放送取締役副社長、名古屋駅前駐車場社長などを務めた。
1972年（昭和47年）5月25日死去、65歳。死没日をもって勲二等旭日重光章追贈（勲四等からの昇叙）、正四位に叙される。

## 親族
磯野計蔵は義弟（妹の夫）、國分勘兵衛は母方伯父。甥の岳父に岩崎忠雄。妻のシヅエは貴志康一の妹。

## インヴィクタ車
甚吉が1930年に欧州周遊した際に、中古の英国車インヴィクタ（en:Invicta (car)）4½リッター（1928年型）を購入して日本に持ち帰り、運転手を雇って使用した。1937年に梁瀬自動車でレーシングカーに仕立て直され、多摩川堤で開催された玉川オートレースに渡辺家運転手の操縦によって参戦し、初戦では本田宗一郎のカーチス号を破って優勝した。第二次大戦で車は行方知れずとなったが、戦後小林彰太郎が発掘し、米国に渡って修復され、1981年にラグナ・セカで披露され、現在はドイツ人コレクターが所有している。エンジンフード付近に「渡辺甚吉」の文字が書き込まれているという。

## 旧渡辺甚吉邸
1934年（昭和9年）に港区白金台に甚吉の私邸として建てられた本格的チューダー様式の洋館。スリランカ駐日大使公邸、結婚式場としても用いられたのち、2017年に解体される予定となったが、有識者による保存運動が実を結び、2022年4月に茨城県取手市にある前田建設工業ICI総合センター内に移築・復元された。
日本の住宅の発展に大きく寄与した建築技師の遠藤健三、山本拙郎、二人の恩師である今和次郎の3人の共作で、建築当時の日本における住宅建築の最高水準の経験・知見が凝縮された歴史的建造物として評価された。
2023年、国登録有形文化財に登録。